# نابوت داخلي

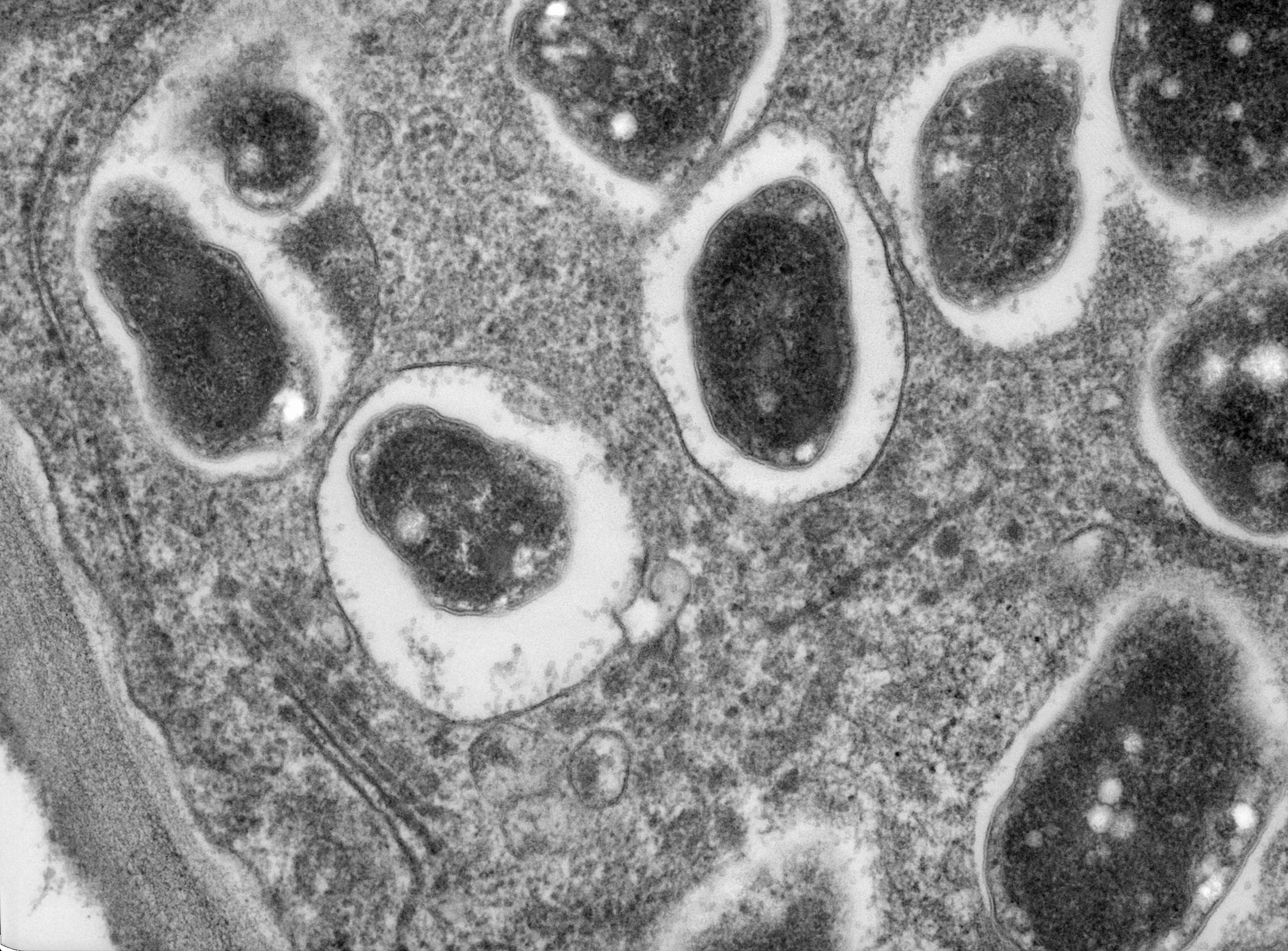

النابوت الداخلي أو المتنابتة أو كَثِيم أو نبات داخلي المعيشة (الاسم العلمي: Endophyte) هو كائن فطري أو بكتيري يعيش بشكل تعايشي داخل النبات بدون إظهار أعراض مرضية. من أمثلته فطر المهماز أو إرغوت (بالإنجليزية: Ergot)‏ الذي يصيب الفستوكة وبعض نباتات الفصيلة النجيلية. توجد النوابيت الداخلية في كل مكان، ووُجِدَت في جميع أنواع النباتات المدروسة إلى يومنا هذا. مع ذلك، فإن معظم العلاقات بين النابوت الداخلي والنبات قد تشجع نمو العائل وحصوله على المواد الغذائية، وتُحسن قدرة النبات على تحمل الإجهادات اللاأحيائية مثل الجفاف، وتُخفض الإجهادات الأحيائية عبر تعزيز مقاومة النبات للحشرات والممرضات والحيوانات العاشبة.

## التاريخ
وصف عالم النبات الألماني يوهان هاينريش فريدريش لينك النابوت الداخلي لأول مرة في عام 1809. اعتُقِد أنه فطر متطفل على النبات واصطلح العالم الفرنسي بيشامب تسميته لاحقًا باسم «ميكروزيما». كان هناك اعتقاد بأن النباتات تكون خالية من الأحياء الدقيقة الأخرى تحت الظروف العقيمة، واستمر ذلك الاعتقاد إلى عام 1887 عندما اكتشف فيكتور غاليب بكتريا توجد بشكل طبيعي ضمن الأنسجة النباتية.

## الانتقال
يمكن أن تنتقل النوابيت الداخلية إما عموديًا (من الأب إلى النسل الناتج مباشرة) أو أفقيًا (بين الأفراد). تُعتبر النوابيت الداخلية الفطرية المنتقلة عموديًا تكاثريةً إجمالًا وتنتقل عبر الهيفات الفطرية التي تخترق الجنين داخل بذور النبات العائل، بينما يؤدي تكاثر الفطر عبر الأبواغ الكونيدية غير الجنسية والأبواغ الجنسية إلى الانتقال الأفقي، الذي قد تنتقل فيه النوابيت الداخلية بين النباتات في جماعة أو مجتمع. بينما في النباتات ، تبين مؤخرًا أن النوابيت الداخلية تنتقل عن طريق البذور 

## التعايش
ما زالت معظم العلاقات بين النبات والنابوت الداخلي غير مفهومة جيدًا. غالبًا ما تشترك النوابيت الداخلية في علاقة تقايض، تساعد فيها النوابيت الداخلية النبات العائل في المقام الأول عبر الحفاظ على صحته وبقائه في مواجهة المشكلات مثل الممرضات والإجهاد المائي والإجهاد الحراري وإتاحة العناصر الغذائية وسوء نوعية التربة والملوحة والحيوانات العاشبة. يحصل النابوت الداخلي في المقابل على الكربون من النبات العائل. لا تعَد العلاقة بين النبات والنابوت الداخلي علاقة تقايض صارمة؛ إذ يمكن أن تصبح النوابيت الداخلية الفطرية فطريات ممرضة أو رمية. قد تصبح النوابيت الداخلية نشطة وتتكاثر في ظل ظروف بيئية محددة أو عندما يتعرض نباتها العائل للإجهاد أو عندما يهرم، فتقل بذلك كمية الكربون التي يقدمها للنابوت الداخلي.
قد تفيد النوابيت الداخلية النباتات العائلة عن طريق منع غزو الممرضات والطفيليات الأخرى لها. يمكن أن تغزو النوابيت الداخلية الأنسجة النباتية على نطاق واسع وتقصي الممرضات المحتملة الأخرى إقصاءً تنافسيًا. ثبت أن بعض النوابيت الداخلية الفطرية والبكتيرية تزيد نمو النبات وتحسن قدرته الإجمالية على التحمل.
أظهرت الدراسات أن النوابيت الداخلية الفطرية تنمو في تفاعل وثيق جدًا مع خلايا النبات العائل. وُجد أن الهيفات الفطرية تنمو إما مسطحة ملاصقة للخلايا النباتية أو مغروسة فيها. يشير نمط النمو ذلك إلى أن هيفات الفطر مرتبطة بشكل كبير بجدار خلية العائل النباتي. من الواضح أن الهيفات الفطرية تنمو بنفس معدل نمو أوراق عائلها في المسافات البينية بين الخلايا في نسيج النبات العائل. وتبين أن وجود أنواع محددة من النوابيت الداخلية الفطرية في الأنسجة الميرستيمية للنبات العائل والأوراق والبنى التناسلية يعزز بشكل كبير من قدرة النبات العائل على البقاء. ويُعزى ذلك إلى حد كبير إلى إنتاج النوابيت الداخلية لمستقلبات ثانوية تحمي النبات من الحيوانات العاشبة بالإضافة إلى زيادة امتصاص العناصر الغذائية. أظهرت الدراسات أيضًا في الظروف التجريبية مساهمة النوابيت الداخلية بشكل كبير في نمو النبات وصلاحيته في ظل ظروف محدودة الضوء، وتبين أن النباتات زادت اعتمادها على النوابيت الداخلية في ظل تلك الظروف.
توجد أدلة على أن النباتات والنوابيت الداخلية تتواصل فيما بينها بشكل يمكن أن يساعد على التعايش. على سبيل المثال، تبين أن الإشارات الكيميائية النباتية تنشط التعبير الجيني في النوابيت الداخلية. من الأمثلة على تفاعل النبات مع المتعايشات الداخلية هو بين النباتات ثنائية الفلقة المنتمية إلى الفصيلة اللبلابية (Convolvulaceae) والفطر المنتمي إلى الفصيلة الدبوسية (Clavicipitaceae)، عندما يمثل الفطر قلويد الإيرغولين بمعدل مرتفع ضمن النبات، بالمقارنة مع إنتاجه له في معزل عن النبات. هذا يدعم فرضية الحاجة إلى الإشارات النباتية من أجل تحفيز التعبير لدى النابوت الداخلي لإنتاج المستقلبات الثانوية.

## التنوع
يوجد تنوع كبير للنوابيت الداخلية، لذا يُعتبر الموصوف منها عددًا قليلًا جدًا من النوابيت الداخلية الموجودة. ينتمي العديد من النوابيت الداخلية إلى شعبتي الفطريات الدعامية (Basidiomycota) والفطريات الزقية (Ascomycota). قد يكون النابوت الداخلي الفطري من رتبة المستلحميات (Hypocreales) أو رتبة (Xylariales) من صف الفطريات السوردارانية (Sordariomycetes) أو من صف (Loculoascomycetes). من مجموعات النوابيت الداخلية الفطرية فطريات جذرية شجيرية تنطوي على فطريات كببية (Glomeromycota) مرتبطة مع العديد من الأنواع النباتية. مثلما هو الحال مع الكائنات الأخرى المرتبطة بالنباتات مثل الفطريات الجذرية، تكسب النوابيت الداخلية على الكربون من ارتباطها مع النبات العائل. النوابيت الداخلية البكتيرية متعددة العرق (Polyphyletic)، تنتمي إلى مدى واسع من المراتب التصنيفية، بما في ذلك متقلبات ألفا (α-Proteobacteria) ومتقلبات بيتا (β-Proteobacteria) ومتقلبات غاما (γ-Proteobacteria) ومتينات الجدار (Firmicutes) والبكتريا الشعاوية (Actinobacteria).
يوجد واحد أو أكثر من النوابيت الداخلية الفطرية في كل نبات أرضي تقريبًا. يُقترَح أن المناطق ذات التنوع الحيوي الكبير مثل الغابات الاستوائية المطيرة قد تحتوي أيضًا على تنوع كبير من النوابيت الداخلية التي يوجد لديها مستقلبات كيميائية جديدة متنوعة. تشير التقديرات إلى احتمال وجود مليون نابوت داخلي فطري في العالم.

## التطبيقات
النوابيت الداخلية هي موضوع بحثي ذو أهمية متزايدة بالنسبة للعديد من المجالات بسبب تنوعها الكيميائي وقدرتها على إنتاج العديد من المستقلبات الثانوية الجديدة التي يمكن استخدامها في الوقود، والدواء، وفي عمليات الصيانة والزراعة. التنوع الكيميائي لتلك الكائنات هو سبب الاهتمام الكبير فيها.

### الوقود الحيوي
الميزة الرئيسة التي تشجع على اختيارها في اصطناع الوقود الحيوي هي إنتاجيتها العالية. بسبب تلك الفوائد المذكورة أعلاه من الممكن أن يزيد استخدامها الإنتاجية، ويمكن أن تسمح الإنتاج في الأراضي التي تكون من دونها غير ملائمة. قد تؤدي عدوى النباتات بنوابيت داخلية معينة إلى زيادة مقاومتها للممرضات والطفيليات بينما قد تمتلك أنواع أخرى عمليات استقلابية تقوم بتحويل السيللوز ومصادر الكربون الأخرى إلى «وقود ديزل فطري» (بالإنجليزية: myco-diesel) ومشتقات هيدروكربونية. من الأنواع النباتية شائعة الاستخدام في إنتاج الوقود الحيوي في الولايات المتحدة الذرة الصفراء (باللاتينية: Zea mays) وأنواع جنس Salix (الصفصاف والحور) وأنواع قصب السكر.
وُجد العديد من النوابيت الداخلية الفطرية المرتبطة مع الطحالب. اكتُشفَ في الإكوادور نوع من النوابيت الداخلية الفطرية القريبة وراثيًا من النوع الفطري Nigrograna mackinnonii. ينتِج هذا الفطر العديد من المركبات العضوية الطيارة مثل التربينات والبوليينات فردية السلسلة.